# Стадна полевка
Стадните полевки (Microtus gregalis) са вид дребни бозайници от семейство Хомякови (Cricetidae).
Срещат се в няколко обособени области – в тундрите и лесотундрите на северен Сибир, в Аляска и в степите на Централна Азия до Севернокитайската равнина. Достигат 89 до 122 mm дължина на тялото. Изграждат сложни системи от тунели на дълбочина до 25 cm под повърхността на земята. Активни са по здрач и през нощта и се хранят главно със зелените части на растения.